# Gabriël Metsu

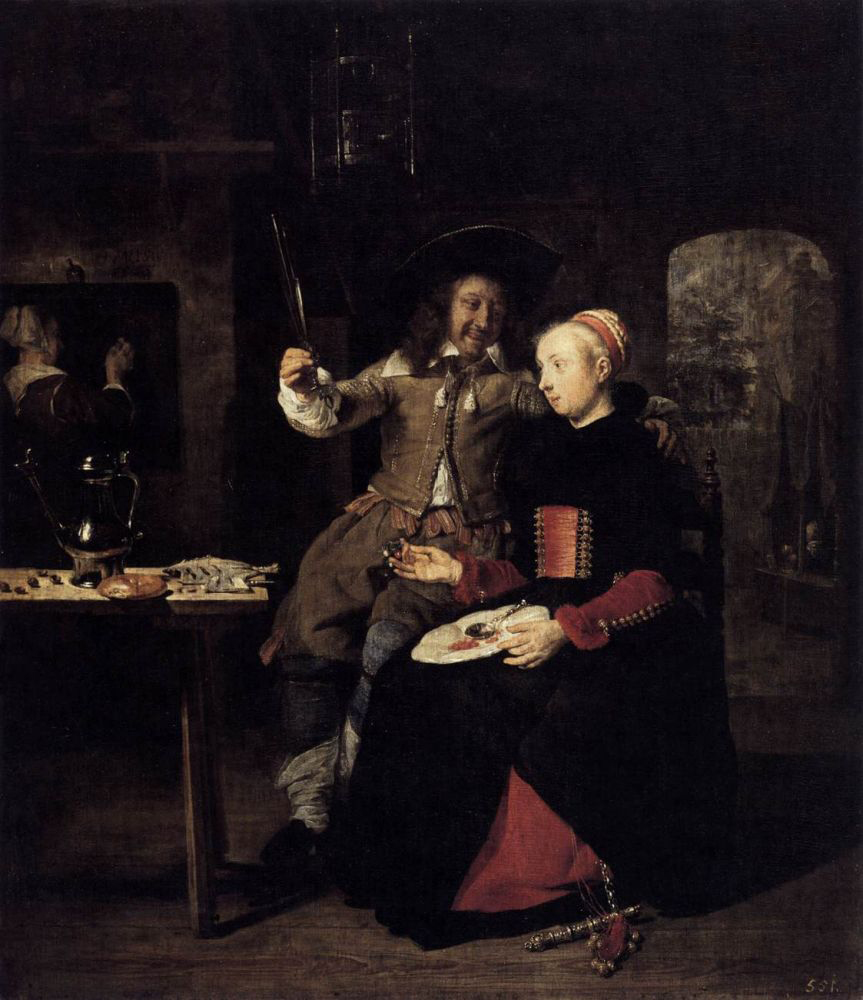
Zelfportret van Gabriël Metsu met zijn vrouw Isabella de Wolff in een herberg (1661), Gemäldegalerie Alte Meister

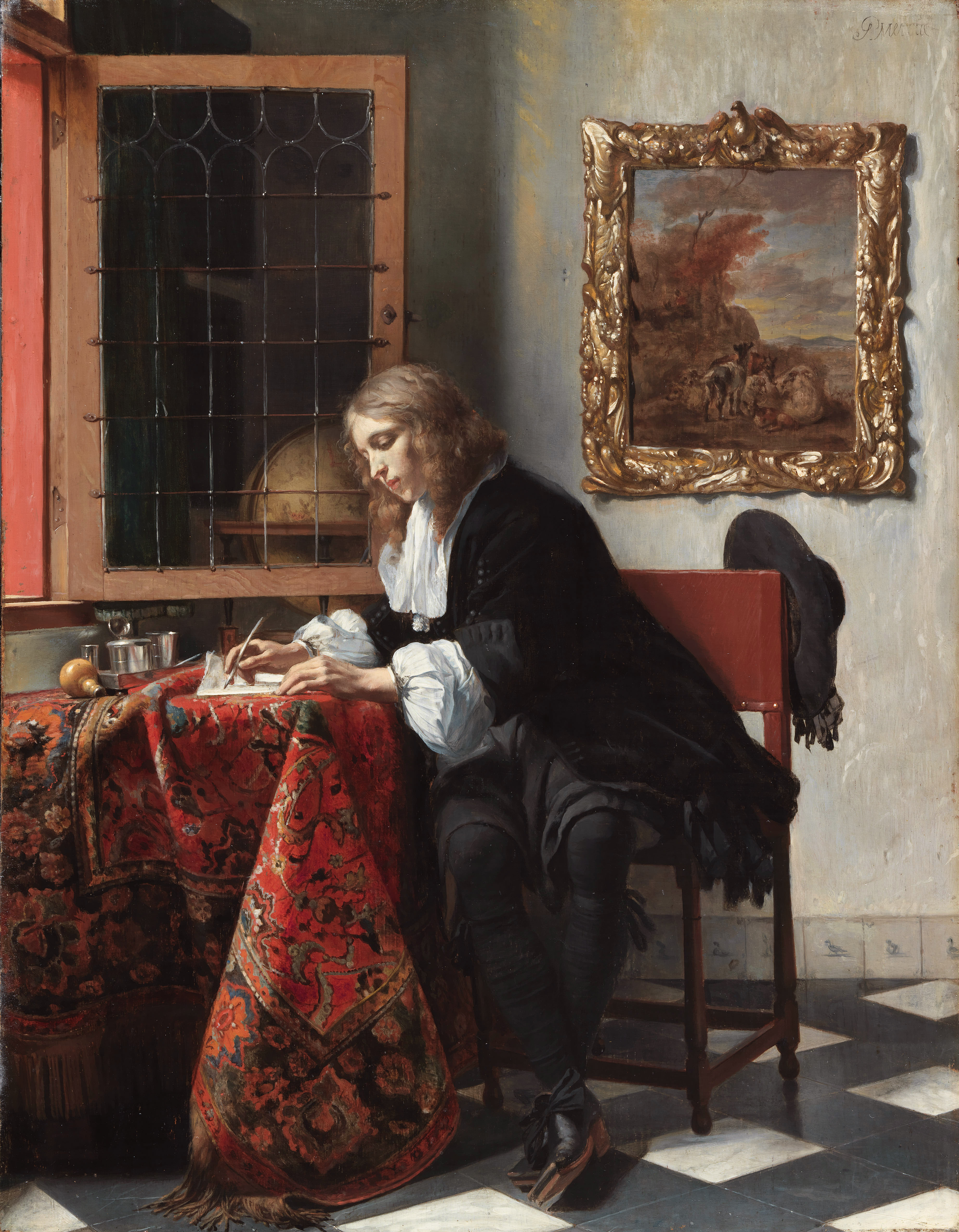
Gabriël Metsu, Briefschrijvende jongeman bij geopend venster (1662-1665), ooit in het het bezit van Gerrit Braamcamp, nu in de National Gallery of Ireland, Dublin.

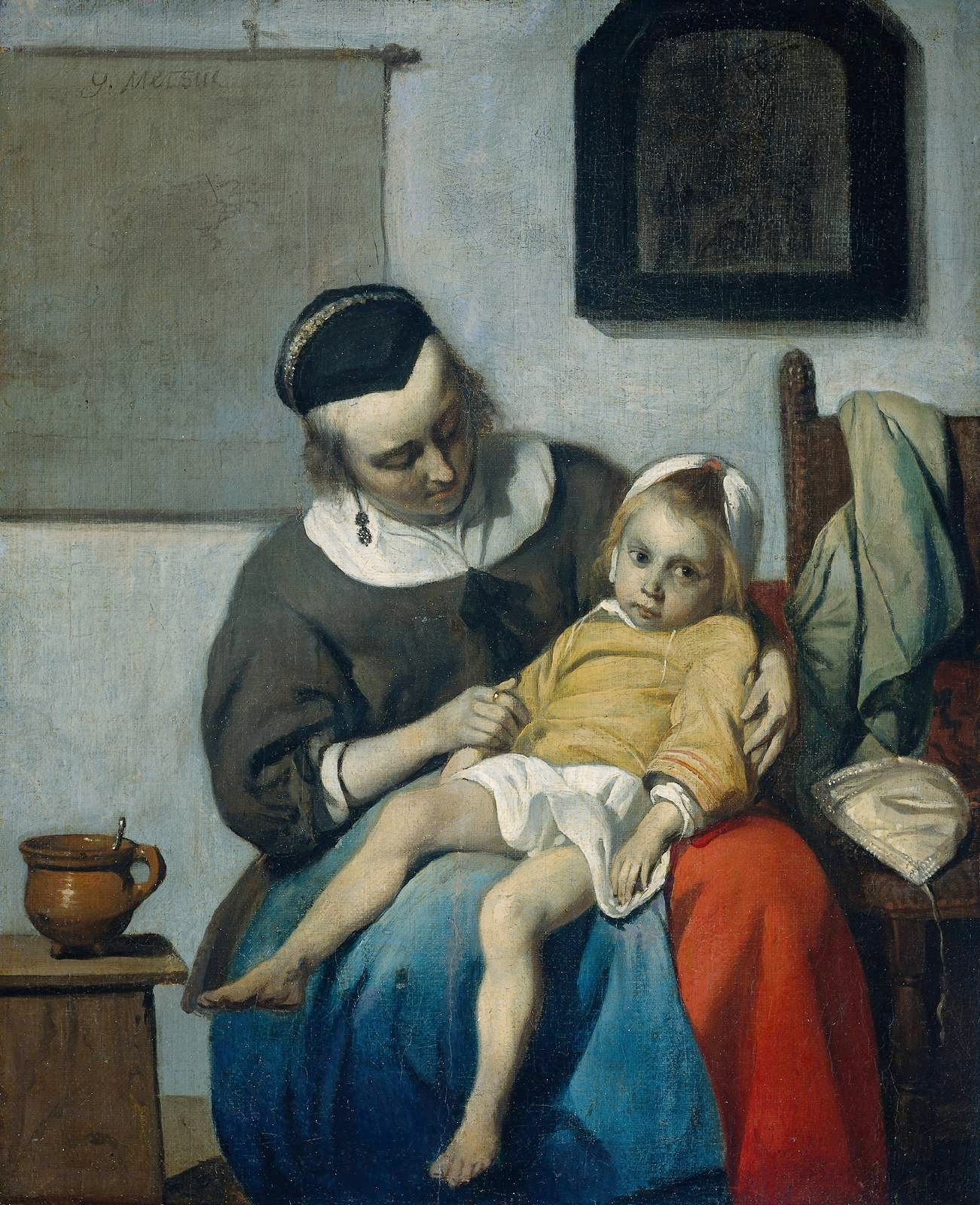
Gabriël Metsu, Het zieke kind (1665?), in 1928 aangekocht door het Rijksmuseum met steun van de Vereniging Rembrandt.

Gabriël Metsu (Leiden, januari 1629 - begraven Amsterdam, 24 oktober 1667) was een Nederlandse kunstschilder uit de Gouden Eeuw. Hij schilderde veel genrestukken, waarvan sommige ook als portretten kunnen worden gezien. Metsu staat bekend om zijn zilveren coloriet, de beheersing van de lichtinval en de verborgen erotiek. Lang heeft Metsu nogal in de schaduw gestaan van de Delftse kunstenaar Johannes Vermeer, waardoor zijn werk niet de erkenning en waardering heeft gekregen die het verdient.

## Biografie
Gabriël Metsu werd geboren als zoon van de Vlaamse schilder Jacques Metsu. Zijn moeder Jacomijntje Garniers, een vroedvrouw, had al drie kinderen uit een eerder huwelijk. Waarschijnlijk stierf de vader nog voor de geboorte van zijn kind. De familie woonde destijds op de Lange Mare en in de Bakkersteeg te Leiden.
Volgens Arnold Houbraken ging de jonge Gabriël in de leer bij Gerard Dou, de belangrijkste Leidse genreschilder. Nauwelijks twintig werd Metsu in 1648 lid van het pas opgerichte Leidse schildersgilde, met Jan Steen, Joris van Schooten, David Bailly en Pieter de Ring.
Metsu nam een paar maanden les bij Nicolaus Knüpfer en Jan Baptist Weenix in Utrecht, maar ten tijde van de Eerste Engelse Oorlog, toen het met de economie overal slecht ging, verhuisde Metsu naar Amsterdam. Daar onderging hij de invloed van Gerard ter Borch en mogelijk Pieter Codde.

### Amsterdam

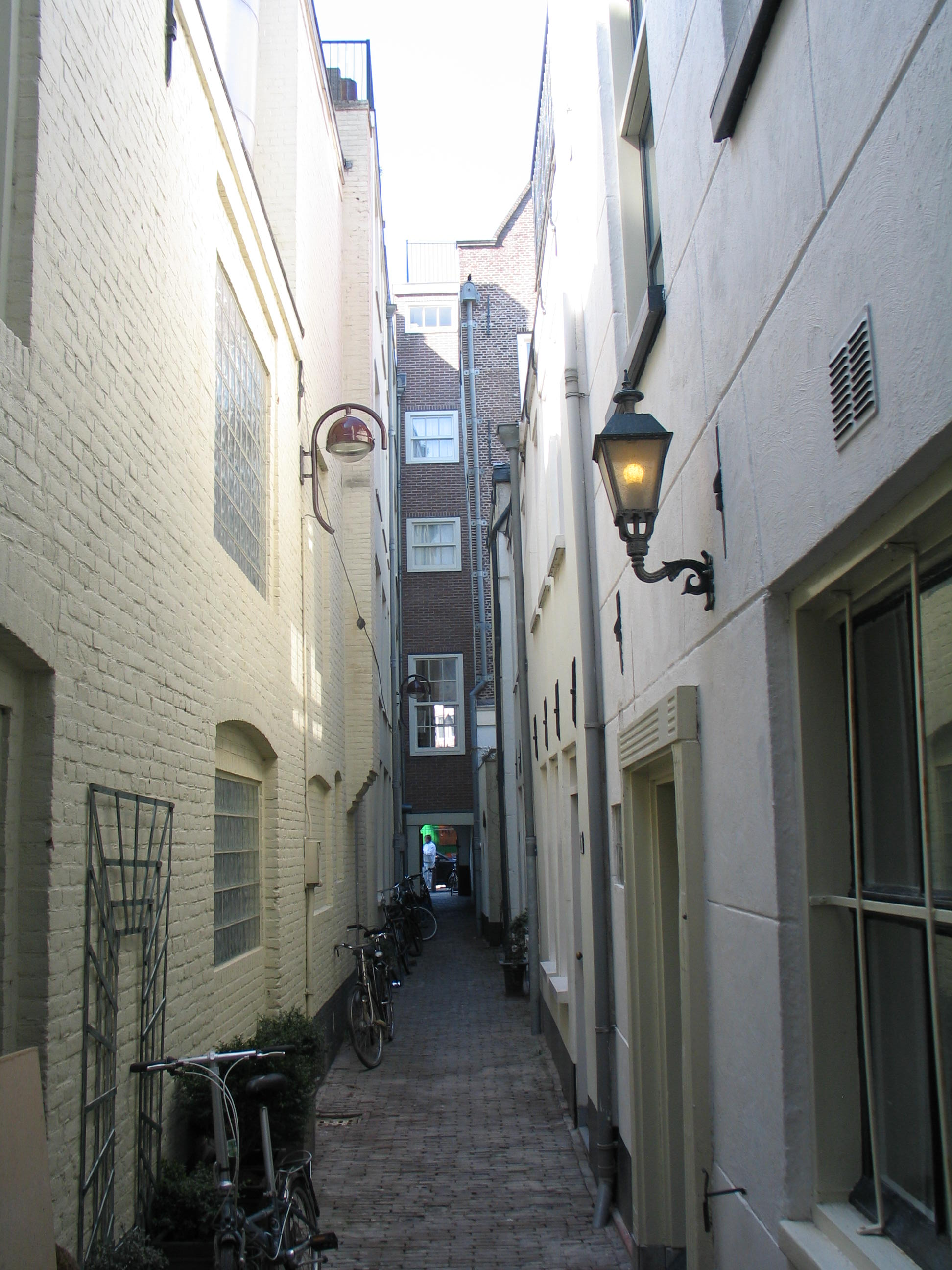
Steeg op de Prinsengracht waar Metsu woonde

Aanvankelijk woonde Metsu in een steeg op de Prinsengracht, ter hoogte van de Lauriergracht. In de 17de eeuw werd op dat deel van de gracht de groente- en wortelmarkt gehouden, toen een belangrijke inspiratiebron voor Metsu. Metsu hield kippen en heeft die ook nagetekend. Nadat Metsu ruzie had gekregen met een buurvrouw over zijn pluimvee, betrok hij een huis op de gracht. In 1658 trouwde Gabriël Metsu met Isabella de Wolff uit Enkhuizen. Haar vader was pottenbakker en haar moeder schilderde. De Haarlemse schilder Pieter de Grebber was een oom van zijn vrouw.
Metsu werd een gevierd society-schilder en verhuisde naar de Leidsestraat, niet ver van zijn opdrachtgevers en afnemers. De Amsterdamse lakenkoper Jan J. Hinlopen was een van zijn belangrijkste opdrachtgevers. Bovendien schilderde Metsu de weduwe, Lucia Wijbrants. Op 24 oktober 1667 - op 38-jarige leeftijd - werd Metsu begraven in de Nieuwe Kerk, vermoedelijk na een mislukte blaasoperatie. De weduwe trok in bij haar moeder in Enkhuizen.

## Werk
Aanvankelijk richtte Metsu zijn aandacht op historische en religieuze voorstellingen, maar hij is bekend vanwege zijn genrestukken, interieurs met gezelschappen en jonge dames. Bovendien schilderde hij herberg- en straattaferelen, een aantal portretten en een enkel stilleven. Er zijn ongeveer 150 schilderijen bewaard gebleven en de meeste zijn ongedateerd.
Bij Metsu moet elk werk afzonderlijk beoordeeld worden; zijn stijl verandert vaak en de invloed van andere schilders, zoals Pieter de Hoogh of Frans van Mieris de Oudere is er telkens in op te merken. In "Het zieke kind" benadert hij Johannes Vermeer met helder licht, zwakke schaduwen en frisse, egale kleurpartijen.

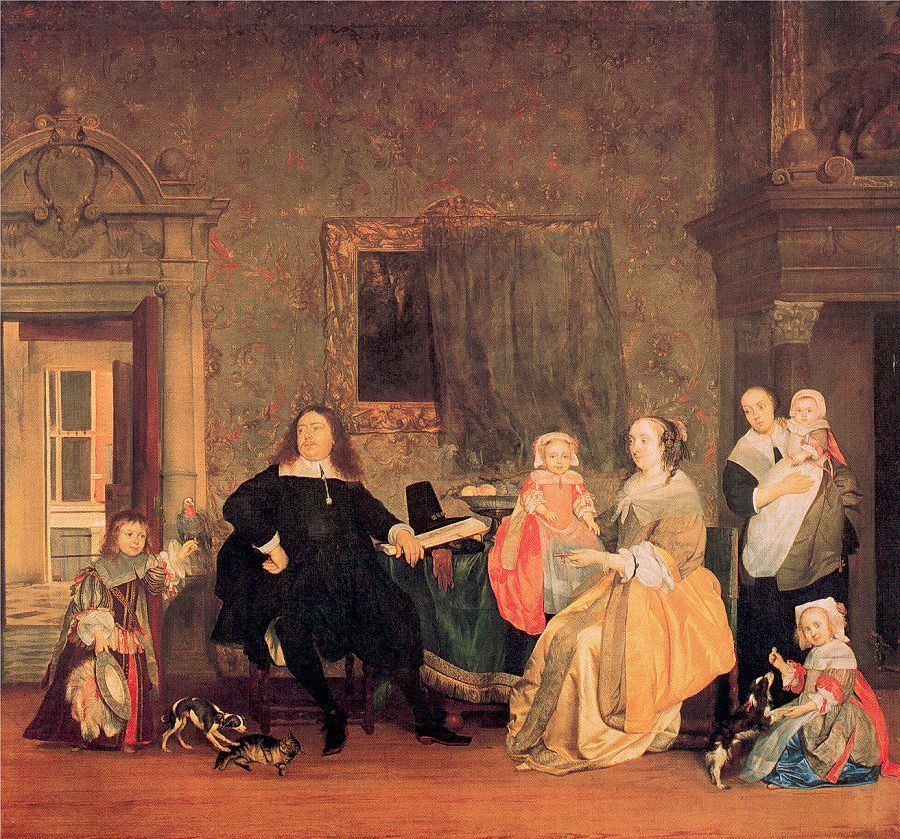
Jan J. Hinlopen met vrouw, vier kinderen, een Cubaanse papegaai, de kat, twee hondjes en de huishoudster (1663) in de Gemäldegalerie (Berlijn)

## Twee schilderijen door Metsu
Het is onduidelijk hoeveel schilderijen van Gabriël Metsu Jan J. Hinlopen in zijn bezit had of hoe vaak hij opdrachten gaf om zichzelf en/of zijn vrouw te portretteren. Mogelijk schilderde Metsu Jan en zijn vrouw en haar zuster bij Het Kraambezoek (1661). Dat schilderij bevindt zich in het Metropolitan Museum of Art in New York. Het andere schilderij door Metsu is een Portret van de familie Hinlopen uit het jaar 1663. Dat schilderij bevindt zich sinds 1832 in de Gemäldegalerie in Berlijn. Opmerkelijk is dat de geboorte van Jans dochter Sara Hinlopen gerelateerd kan worden aan de aanschaf van "Het Kraambezoek" en zij eveneens het middelpunt vormt van het familieportret; er is wel gesuggereerd dat deze schilderijen pendanten zouden kunnen zijn.
Vanwege de grote ruimte en de gelijkenis van de schouw, ook te zien op een schilderij van Pieter de Hoogh, hebben kunsthistorici geopperd dat Metsu het gezelschap situeerde in de vroedschapskamer van het stadhuis op de Dam.

## Rijksmuseum
Van 16 december 2010 tot 20 maart 2011 organiseerde het Rijksmuseum een tentoonstelling over Metsu. Het museum had 35 werken van Metsu bijeengebracht in samenwerking met de National Gallery of Ireland in Dublin en de National Gallery of Art in Washington D.C.. Parallel aan deze tentoonstelling schonk het Geelvinck Hinlopen Huis aandacht aan de relatie tussen de familie Hinlopen en Gabriël Metsu.

## Werk in openbare collecties (selectie)
- Museum Boijmans Van Beuningen, Rotterdam[6]
- Rijksmuseum Amsterdam[7]

## Trivia
- De Gabriël Metsustraat in Amsterdam-Zuid is in 1899 vernoemd naar Gabriël Metsu.
- In de wijk Groenoord (Leiden) is ook een Gabriël Metzustraat (vernoemd naar Metsu) te vinden.